# Valentin Popa (profesor)
Valentin Popa (n. 12 iulie 1964, Republica Socialistă România) este un politician român, fost ministru al educației naționale între 29 ianuarie și 28 septembrie 2018.

## Cariera academică
Popa a obținut o diplomă de inginer în electronică și telecomunicații de la Institutul Politehnic din Iași, actuala Universitate Tehnică „Gheorghe Asachi” din Iași, în 1989. Și-a început cariera academică în calitate de asistent la colegiul acestei universități în Suceava, care după un an va deveni actuala Universitatea „Ștefan cel Mare” din Suceava. 
A obținut un doctorat de la același Institut Politehnic din Iași în 1998 și a trecut toate nivelurile academice la Universitatea din Suceava până când a devenit profesor în 2005 și conducător de doctorat în 2009.  Pe data de 17 februarie 2012 a fost ales rector al acestei universități. Și-a dat demisia pe 29 ianuarie 2018 pentru a deveni ministru al educației. În 2020 este ales din nou ca rector al universității.

## Activitate internațională
Pe data de 7 iulie 2015, președintele Republicii Moldova, Nicolae Timofti, a primit un doctorat onorific de la Universitatea „Ștefan cel Mare” din Suceava, al cărui rector era Popa, în prezența președintelui României, Klaus Iohannis. 
După ce ambasadorul rus Valeri Kuzmin declarase că Rusia nu intervenea în regiunea Donbas din estul Ucrainei, argumentând că, atunci când Rusia a intervenit cu adevărat în Abhazia, tancurile nu s-au oprit până când s-au apropiat de capitala georgiană Tbilisi, Popa i-a propus ironic la un seminar ținut la Suceava consolidarea cooperarării științifice în vederea îmbunătățirii sistemelor de frânare a tancurilor.